# Atletica leggera ai XVI Giochi del Mediterraneo - Salto in alto femminile
La prova di salto in alto femminile dei XVI Giochi del Mediterraneo si tenne presso lo Stadio Adriatico di Pescara il 3 luglio 2009, con inizio alle ore 18.30, e fu vinta dall'italiana Antonietta Di Martino con la misura di 197 cm.

## Risultati[2][3]
| Piazzamento | Numero di gara | Nome                  | Nazionalità | Risultato finale | 170 | 175 | 180 | 183 | 186 | 189 | 191 | 193 | 195 | 197 | 199 | 201 | Note |
| ----------- | -------------- | --------------------- | ----------- | ---------------- | --- | --- | --- | --- | --- | --- | --- | --- | --- | --- | --- | --- | ---- |
| 1           | 303            | Antonietta Di Martino | Italia      | 197              | /   | /   | /   | O   | /   | O   | /   | XXO | /   | XO  | /   | X   |      |
| 2           | 478            | Burcu Ayhan           | Turchia     | 189              | /   | O   | O   | O   | XO  | O   | XXX |     |     |     |     |     | PB   |
| 3           | 242            | Antonia Stergiou      | Grecia      | 189              | /   | O   | O   | O   | O   | XO  | XXX |     |     |     |     |     |      |
| 4           | 487            | Ezgi Sevilmis         | Turchia     | 186              | /   | O   | O   | O   | O   | XXX |     |     |     |     |     |     |      |
| 5           | 236            | Maroula Papageorgiou  | Grecia      | 175              | /   | O   | XXX |     |     |     |     |     |     |     |     |     |      |
| 6           | 383            | Marija Vuković        | Montenegro  | 175              | O   | O   | XXX |     |     |     |     |     |     |     |     |     |      |